# Dongwenquan
Dongwenquan (kinesiska: 东温泉) är en köping i sydvästra Kina. Den ligger i stadsdistriktet Banan  i storstadsområdet Chongqing, omkring 30 kilometer sydost om det centrala stadsdistriktet Yuzhong. Antalet invånare är 29134. Befolkningen består av 14 213 kvinnor och 14 921 män. Barn under 15 år utgör 12,0 %, vuxna 15-64 år 68 %, och äldre över 65 år 18,0 %.